# Roman Hofbauer
Roman Hofbauer (21. února 1940 Bratislava - 1. června 2016) byl slovenský politik HZDS, po sametové revoluci v roce 1990 po několik měsíců primátor Bratislavy, pak československý poslanec Sněmovny lidu Federálního shromáždění a poslanec Slovenské národní rady, v 90. letech ministr dopravy SR a poslanec Národní rady SR.

## Život
V období březen - prosinec 1990 působil jako primátor Bratislavy. Po sametové revoluci byl členem hnutí Verejnosť proti násiliu, později po rozkladu VPN přešel do jedné z nástupnických formací HZDS.
Ve volbách roku 1990 byl zvolen za VPN do Slovenské národní rady. Ve volbách roku 1992 byl za HZDS zvolen do Sněmovny lidu. Ve Federálním shromáždění setrval do zániku Československa v prosinci 1992. V druhé vládě Vladimíra Mečiara působil v letech 1992-1994 na postu ministra dopravy a spojů Slovenské republiky (do prosince 1992 coby ministr slovenské vlády v rámci federace, pak jako člen vlády samostatného Slovenska).
V parlamentních volbách na Slovensku roku 1994 byl zvolen poslancem Národní rady Slovenské republiky za HZDS a mandát poslance obhájil i v V parlamentních volbách na Slovensku roku 1998. V parlamentu zasedal do roku 2002. Během 90. let patřil k oporám HZDS v parlamentu. Pronesl několik ostrých výroků, které vzbudily pozornost i kritiku. V roce 1995 například naznačil, že za „tendenčními, negativistickými a nepravdivými“ články tisku v USA o Slovensku jsou skryté informační zdroje amerického velvyslanectví v Bratislavě a roku 1998 obvinil tehdejšího velvyslance Velké Británie Petera Harborna, že „podsunul své vládě a vlastně celé Evropské unii protislovenské eSDéKácke lživé podvrhy.“ V době, kdy vláda první vláda Mikuláše Dzurindy prohlásil, že „premiér je Cikán, prezident Němec a předseda parlamentu Rusín.“ Byl mu udělen Řád Andreje Hlinky. V srpnu 2002 ovšem oznámil, že odchází z HZDS.